# Nickie Aiken
Pour les articles homonymes, voir Aiken.
Nicola Jane « Nickie » Aiken  (née le 4 février 1969) est une femme politique du Parti conservateur britannique qui est députée pour les villes de Londres et Westminster de 2019 à 2024. Elle est chef du conseil municipal de Westminster de 2017 à 2020.

## Biographie
Aiken s'installe pour la première fois à Londres en 1997. En 2006, elle est élue conseillère conservatrice du conseil municipal de Westminster, représentant le quartier Warwick.
Aiken vote pour rester dans l'UE lors du référendum de 2016. Elle soutient ensuite l'accord sur le Brexit de Boris Johnson. Aiken vote en faveur du projet de loi sur le marché intérieur en 2020. Elle dirige le conseil municipal de Westminster de janvier 2017 à janvier 2020, période au cours de laquelle un certain nombre d'attaques terroristes ont lieu dans la ville.
Aiken est sélectionnée comme candidate du Parti conservateur pour le siège du centre de Londres des villes de Londres et de Westminster aux élections générales de 2019. Elle bat Gordon Nardell du Parti travailliste et Chuka Umunna, le candidat libéral démocrate qui a quitté le Parti travailliste pour protester contre la direction de Jeremy Corbyn. Elle obtient 3 953 voix de plus que son concurrent le plus proche, Umunna.
Au Parlement, elle est membre de la commission des femmes et des égalités jusqu'en septembre 2020. Elle est nommée vice-présidente du Parti conservateur en octobre 2020, avec la responsabilité des femmes. Elle continue d'être conseillère à Warwick dans sa circonscription. En dehors de la politique, Aiken est chef d'entreprise chez Sprucespace Property Management. Elle a travaillé pour l'Association des relations publiques et de la communication en relations avec les médias et en communication de crise,.

## Vie privée
Aiken vit à Pimlico pendant 20 ans, et avant cela, a vécu dans la Barbacane,.
Elle est mariée au fonctionnaire Alex Aiken, chef des communications du gouvernement britannique. De 2000 à 2012, il est directeur de la communication et de la stratégie du Westminster City Council, avant de travailler pour le Parti conservateur en tant que chef de son unité de campagnes et de son bureau de presse. Ils ont deux enfants,,.